# Tayt Ianni
Tayt Ianni (* 6. Dezember 1971 in Lodi, Kalifornien) ist ein ehemaliger US-amerikanischer Fußballspieler.

## Karriere
Tayt Ianni stand vom 1. Juli 1994 bis 30. Juni 1995 beim TuS Celle FC in Deutschland unter Vertrag. Der Verein aus Celle spielte in der dritten Liga, der Regionalliga Nord. Hier bestritt er vier Drittligaspiele. Im Juli 1995 ging er nach Thailand. Hier unterschrieb er in der Hauptstadt Bangkok einen Vertrag beim Raj-Pracha FC. Im Februar 1996 ging er wieder in seine Heimat, wo er sich Tampa Bay Mutiny anschloss. Das Franchise aus Tampa, Florida, spielte in der Major League Soccer (MLS). Mit dem Verein gewann er den MLS Supporters’ Shield. Diese Auszeichnung wird für die punktbeste Mannschaft der regulären Saison vergeben. Im Juli 1996 wechselte er zum Ligakonkurrenten San José Clash nach San José, Kalifornien. In dieser Zeit bestritt er auch sein einziges A-Länderspiel für die USA. Bei der Testpartie am 16. Oktober 1996 gegen Peru (1:4) kam er über 90 Minuten zum Einsatz. Mitte 1997 unterzeichnete er in Irvine, Kalifornien, einen Vertrag bei Orange County Blue Star. Am 1. Juni 2000 beendete er seine Karriere als Fußballspieler.

## Erfolge
Tampa Bay Mutiny
- MLS Supporters’ Shield: 1996